# Otelo (personaje)
Otelo es un personaje de la obra de William Shakespeare, Otelo (c.1601–1604). El origen del personaje se remonta a la historia Un General moro en Gli Hecatommithi, de Giovanni Battista Giraldi Cinthio. Allí, simplemente se le conoce como el Moro.
Otelo es un soldado valiente de avanzada edad al servicio de la República de Venecia. Se casa con Desdémona, la bella hija de un respetado senador veneciano. Luego, es manipulado por su antiguo alférez, Yago, en la creencia de que Desdémona es adúltera y que está teniendo una aventura con su lugarteniente, Casio. Otelo mata a su esposa por celos asfixiándola mientras dormía, sólo para darse cuenta de que su esposa era fiel, por lo que se suicida, tras haber sido engañado por Yago.